# How are you
How are you er en dansk dokumentarfilm fra 2011 med instruktion og manuskript af Jannik Splidsboel.

## Handling
På få år er kunstnerparret Michael Elmgreen og Ingar Dragset blevet stjerner i den internationale kunstverden. På en legesyg og humoristisk måde belyser de i deres værker temaer som identitet, seksualitet, velfærd og demokrati. Med deres kunst forsøger de at få folk til at konfrontere sig selv og iagttage konformitet og snæversyn i hverdagslivet. Filmen viser et udvalg af deres værker og fremstillingen af disse og følger deres karriere fra det første værk blev strikket og fik navnet Instant baby til den store åbning og prisuddeling ved Biennalen i Venedig.